# Chaoilta sulcata
Chaoilta sulcata är en stekelart som beskrevs av Cameron 1904. Chaoilta sulcata ingår i släktet Chaoilta och familjen bracksteklar. Inga underarter finns listade i Catalogue of Life.